# Rhododendron griffithianum
Rhododendron griffithianum är en ljungväxtart som beskrevs av Robert Wight. Rhododendron griffithianum ingår i släktet rododendron, och familjen ljungväxter. Inga underarter finns listade i Catalogue of Life.